# Sztafeta (rzeźba)
Sztafeta – figuratywna rzeźba architektoniczna autorstwa Adama Romana, przedstawiająca trzech nagich biegaczy, w tym dwóch w momencie przekazywania pałeczki. Znajduje się w pobliżu ronda Waszyngtona w Warszawie, przy wejściu na Stadion Narodowy (brama nr 3) od strony al. Księcia Józefa Poniatowskiego.

## Powstanie
Autor czerpał inspirację z reliefu „Marsylianka” François Rude’a znajdującego się na Łuku Triumfalnym w Paryżu, a wzorował się na rysunkach na greckich wazach. Pierwotne założenie obejmowało 2 biegaczy, jednak rzeźbiarz zdecydował się dodać jeszcze jedną postać. Praca pierwotnie miała stanąć przy schodach w Centralnym Parku Kultury na Powiślu. Gipsowym modelem zainteresował się prof. Jerzy Hryniewiecki (projektant Stadionu Dziesięciolecia), którego staraniem zmieniono lokalizację.
Praca powstawała w pośpiechu, aby zdążyć na inaugurację stadionu, stąd też poprzestano na wykonaniu modelu z betonu na stalowym szkielecie o wysokości ok. 2 m. Umieszczona na 2,5 m cokole obłożonym kamieniem przy wejściu na trybuny, została odsłonięta 22 lipca 1955. Plany zastąpienia jej spiżowym odlewem po zakończeniu V Światowego Festiwalu Młodzieży i Studentów zostały zarzucone.

## Restauracja
Ze względu na wykonanie z nietrwałego materiału dzieło szybko niszczało. Po wnioskach Rady Osiedla Kamionek, stołecznego konserwatora zabytków oraz stanowisku Rady Warszawy z lipca 2007 Narodowe Centrum Sportu przyjęło propozycję remontu rzeźby przy okazji budowy Stadionu Narodowego. Kosztem 50 tys. zł, w listopadzie 2008 rzeźba została odrestaurowana przez Jacka Nowickiego.
W 2010 z inicjatywy Aleksandry Wałdowskiej powstał pomysł zastąpienia oryginalnej rzeźby jej odlewem z brązu, który poparły Muzeum Narodowe w Warszawie (planowało umieścić oryginał w Królikarni), Międzyuczelniany Instytut Konserwacji i Restauracji Dzieł Sztuki warszawskiej ASP, a koordynatorem projektu został prof. Andrzej Koss.
W dniach 7–31 marca 2011 w Centrum Olimpijskim w Warszawie odbyła się wystawa pt. „Adam Roman – czas sztafety”, poświęcona powstaniu i dziejom „Sztafety”, z osobistym udziałem Adama Romana w jej wernisażu, której celem było także zainteresowanie sponsorów projektem wycenianym na 400–800 tys. zł. II edycja wystawy odbyła się w dniach 17–27 maja 2011 na Wydziale Architektury Politechniki Warszawskiej.
23 sierpnia 2013, z inicjatywy Okręgu Warszawskiego Związku Polskich Artystów Plastyków, na jej cokole umieszczono granitową tablicę upamiętniającą zmarłego pół roku wcześniej Adama Romana, zaprojektowaną przez Ryszarda Stryjeckiego.